# Lasioglossum oblongum
Lasioglossum oblongum is een vliesvleugelig insect uit de familie Halictidae. De wetenschappelijke naam van de soort is voor het eerst geldig gepubliceerd in 1905 door Lovell.